# Gwiyomi song
 (février 2015).
Si vous disposez d'ouvrages ou d'articles de référence ou si vous connaissez des sites web de qualité traitant du thème abordé ici, merci de compléter l'article en donnant les références utiles à sa vérifiabilité et en les liant à la section « Notes et références ».
Ne doit pas être confondu avec kiyomi.
Gwiyomi song (hangeul : 귀요미 송; littéralement : « Acclamation mignonne » ), parfois écrit kwiyomi song ou kiyomi song, est une chanson de K-pop, interprétée pour la première fois par la chanteuse Hari (하리) en 2013. Cette chanson a la particularité d'être accompagnée d'une séquence de gestes nommée depuis 'Gwiyomi Player', inspirée par Jung Ilhoon du boys band coréen BTOB (비투비) effectuant cette séquence de geste devant la caméra de SBS MTV lors d'une séance de dédicace au sein d'une émission de téléréalité en 2012. Ces gestes accompagnés des paroles sont devenus rapidement un mème sur le réseau Internet en Extrême-Orient.
Le terme coréen Gwiyomi (귀요미), mot argotique signifiant « mignon », song (hanja : 頌), (d'étymologie chinoise) signifie « Acclamation », mais aussi ode ou hymne.